# Макротопоним
Макротопо́ним (от др.-греч. μακρός — большой и др.-греч. τόπος — место) —  собственное имя, обозначающее название крупного физико-географического объекта,  имеющее широкую сферу употребления, широкую известность . Макротопонимы обычно соотносятся с этнонимами (болгары — Болгария, саксы — Саксония). Соотнесённость бывает прямой, когда название страны образовано от этнонима (франки — Франция, чехи — Чехия, греки — Греция), и обратной, когда этноним произведён от названия страны (Америка — американцы, Австралия — австралийцы).

## Примеры использования
- Происхождение и употребление слова «Русь».
- Происхождение названия Бразилия.
- Этимология слова «Сибирь».
- История Болгарии.
- Индия
- Прованс.

Употребление термина можно найти у Мурзаева Э. М.